# Weltklasse Zürich 2023
Weltklasse Zürich 2023 war eine Leichtathletik-Veranstaltung, die am 31. August im Letzigrund und im Hauptbahnhof Zürich stattfand und Teil der Diamond League war. Es war dies das erste Meeting der Veranstaltungsreihe nach den Weltmeisterschaften in Budapest und zum ersten Mal seit Jahren war Zürich nicht Ausrichter des Finals.

## Ergebnisse

### Männer

#### 200 m
| Platz | Athlet           | Land | Zeit (s) |
| ----- | ---------------- | ---- | -------- |
| 1     | Noah Lyles       | USA  | 19,80    |
| 2     | Erriyon Knighton | USA  | 19,87    |
| 3     | Zharnel Hughes   | GBR  | 19,94    |
| 4     | Kenneth Bednarek | USA  | 19,98    |
| 5     | Andre De Grasse  | CAN  | 20,26    |
| 6     | Aaron Brown      | CAN  | 20,39    |
| 7     | Joshua Hartmann  | GER  | 20,43    |
| 8     | William Reais    | SUI  | 20,66    |

Wind: −0,5 m/s

#### 1500 m
| Platz                        | Athlet                      | Land | Zeit (min) |
| ---------------------------- | --------------------------- | ---- | ---------- |
| 1                            | Yared Nuguse                | USA  | 3:30,49    |
| 2                            | Josh Kerr                   | GBR  | 3:30,51    |
| 3                            | Abel Kipsang                | KEN  | 3:30,85    |
| 4                            | George Mills                | GBR  | 3:30,95 PB |
| 5                            | Azeddine Habz               | FRA  | 3:31,36    |
| 6                            | Niels Laros                 | NED  | 3:31,63    |
| 7                            | Stewart McSweyn             | AUS  | 3:31,92    |
| 8                            | Reynold Kipkorir Cheruiyot  | KEN  | 3:31,97    |
| 9                            | Cole Hocker                 | USA  | 3:32,00    |
| 10                           | Mario García                | ESP  | 3:32,12    |
| 11                           | Samuel Tanner               | NZL  | 3:32,16    |
| 12                           | Tom Elmer                   | SUI  | 3:35,03    |
| 13                           | Mohamed Katir               | ESP  | 3:40,11    |
| 14                           | Andrew Coscoran             | IRL  | 3:47,25    |
|                              | Matthew Ramsden (Pacemaker) | AUS  | DNF        |
| Patryk Sieradzki (Pacemaker) | POL                         | DNF  |            |

#### 5000 m
| Platz                      | Athlet                   | Land | Zeit (min)  |
| -------------------------- | ------------------------ | ---- | ----------- |
| 1                          | Yomif Kejelcha           | ETH  | 12:46,91    |
| 2                          | Selemon Barega           | ETH  | 12:54,17 SB |
| 3                          | Grant Fisher             | USA  | 12:54,49 SB |
| 4                          | Luis Grijalva            | GTM  | 12:55,88    |
| 5                          | Dominic Lokinyomo Lobalu | SSD  | 13:07,02 SB |
| 6                          | Brian Fay                | IRL  | 13:24,61    |
| 7                          | Jonas Raess              | SUI  | 13:27,13    |
| 8                          | Étienne Daguinos         | FRA  | 13:29,93    |
| 9                          | Henrik Ingebrigtsen      | NOR  | 13:38,86    |
|                            | Mohamed Abdilaahi        | GER  | DNF         |
| Mounir Akbache (Pacemaker) | FRA                      | DNF  |             |
| Andreas Almgren            | SWE                      | DNF  |             |
| Mike Foppen                | NED                      | DNF  |             |
| Lamecha Girma              | ETH                      | DNF  |             |
| William Kincaid            | USA                      | DNF  |             |
| Kyumbe Munguti (Pacemaker) | KEN                      | DNF  |             |

#### 400 m Hürden
| Platz | Athletin          | Land | Zeit (s) |
| ----- | ----------------- | ---- | -------- |
| 1     | Kyron McMaster    | IVB  | 47,27    |
| 2     | Karsten Warholm   | NOR  | 47,30    |
| 3     | Alison dos Santos | BRA  | 47,62    |
| 4     | CJ Allen          | USA  | 48,28    |
| 5     | Wilfried Happio   | FRA  | 48,42    |
| 6     | Trevor Bassitt    | USA  | 49,39    |
| 7     | Julien Bonvin     | SUI  | 50,34    |
|       | Roshawn Clarke    | JAM  | DNF      |

#### Hochsprung
| Platz | Athlet             | Land | Höhe (m) |
| ----- | ------------------ | ---- | -------- |
| 1     | Mutaz Essa Barshim | QAT  | 2,35     |
| 2     | Hamish Kerr        | NZL  | 2,33 NR  |
| 3     | Woo Sang-hyeok     | KOR  | 2,31     |
| 4     | Gianmarco Tamberi  | ITA  | 2,28     |
| 5     | Ryōichi Akamatsu   | JPN  | 2,24     |
| 6     | Shelby McEwen      | USA  | 2,24     |
| 7     | Loïc Gasch         | SUI  | 2,24 SB  |
| 7     | Luis Zayas         | CUB  | 2,24     |
| 9     | Tobias Potye       | GER  | 2,20     |
| 10    | Brandon Starc      | AUS  | 2,20     |

#### Stabhochsprung
| Platz | Athlet             | Land | Höhe (m) |
| ----- | ------------------ | ---- | -------- |
| 1     | Armand Duplantis   | SWE  | 6,00     |
| 2     | Sam Kendricks      | USA  | 5,95 SB  |
| 3     | KC Lightfoot       | USA  | 5,85     |
| 4     | Thibaut Collet     | FRA  | 5,85     |
| 5     | Kurtis Marschall   | AUS  | 5,85     |
| 6     | Christopher Nilsen | USA  | 5,75     |
| 6     | Ersu Şaşma         | TUR  | 5,75     |
| 8     | Ben Broeders       | BEL  | 5,75     |
| 9     | Zach McWhorter     | USA  | 5,75     |
| 10    | Ernest John Obiena | PHI  | 5,60     |

#### Weitsprung
| Platz | Athlet              | Land | Weite (m) |
| ----- | ------------------- | ---- | --------- |
| 1     | Miltiadis Tendoglou | GRC  | 8,20      |
| 2     | Tajay Gayle         | JAM  | 8,07      |
| 3     | Jarrion Lawson      | USA  | 8,05      |
| 4     | Radek Juška         | CZE  | 8,04      |
| 5     | Murali Sreeshankar  | IND  | 7,99      |
| 6     | Simon Ehammer       | SUI  | 7,97      |
| 7     | Chris Mitrevski     | AUS  | 7,81      |
| 8     | William Williams    | USA  | 7,81      |
| 9     | Carey McLeod        | JAM  | 7,60      |
| 10    | Mattia Furlani      | ITA  | 7,53      |

#### Speerwurf
| Platz | Athlet            | Land | Weite (m) |
| ----- | ----------------- | ---- | --------- |
| 1     | Jakub Vadlejch    | CZE  | 85,86     |
| 2     | Neeraj Chopra     | IND  | 85,71     |
| 3     | Julian Weber      | GER  | 85,04     |
| 4     | Oliver Helander   | FIN  | 83,65     |
| 5     | Edis Matusevičius | LTU  | 81,62     |
| 6     | Anderson Peters   | GRN  | 81,01     |
| 7     | Genki Dean        | JPN  | 79,93     |
| 8     | Andrian Mardare   | MDA  | 79,13     |
| 9     | Dawid Wegner      | POL  | 77,66     |
| 10    | Timothy Herman    | BEL  | 76,24     |

### Frauen

#### 100 m
| Platz | Athletin              | Land | Zeit (s) |
| ----- | --------------------- | ---- | -------- |
| 1     | Sha’Carri Richardson  | USA  | 10,88    |
| 2     | Natasha Morrison      | JAM  | 11,00    |
| 3     | Elaine Thompson-Herah | JAM  | 11,00 SB |
| 4     | Mujinga Kambundji     | SUI  | 11,08    |
| 5     | Shashalee Forbes      | JAM  | 11,12    |
| 6     | Twanisha Terry        | USA  | 11,13    |
| 7     | Zoe Hobbs             | NZL  | 11,14    |
| 8     | Tamara Clark          | USA  | 11,23    |
| 9     | Anthonique Strachan   | BAH  | 11,39    |

Wind: −0,2 m/s

#### 200 m
| Platz | Athletin            | Land | Zeit (s) |
| ----- | ------------------- | ---- | -------- |
| 1     | Shericka Jackson    | JAM  | 21,82    |
| 2     | Daryll Neita        | GBR  | 22,25    |
| 3     | Kayla White         | USA  | 22,33    |
| 4     | Mujinga Kambundji   | SUI  | 22,46 SB |
| 5     | Twanisha Terry      | USA  | 22,57    |
| 6     | Anthonique Strachan | BAH  | 22,65    |
| 7     | Jenna Prandini      | USA  | 22,78    |
| 8     | Tamara Clark        | USA  | 22,94    |

Wind: −0,8 m/s

#### 800 m
| Platz | Athletin                    | Land | Zeit (min) |
| ----- | --------------------------- | ---- | ---------- |
| 1     | Laura Muir                  | GBR  | 1:57,71    |
| 2     | Catriona Bisset             | AUS  | 1:58,77    |
| 3     | Adelle Tracey               | JAM  | 1:59,05    |
| 4     | Nia Akins                   | USA  | 1:59,29    |
| 5     | Rénelle Lamote              | FRA  | 1:59,33    |
| 6     | Raevyn Rogers               | USA  | 1:59,35    |
| 7     | Audrey Werro                | SUI  | 1:59,50 PB |
| 8     | Lore Hoffmann               | SUI  | 2:00,09 SB |
| 9     | Natoya Goule-Toppin         | JAM  | 2:00,10    |
| 10    | Sage Hurta-Klecker          | USA  | 2:00,51    |
| 11    | Halimah Nakaayi             | UGA  | 2:01,25    |
|       | Ellie Sanford (Pacemakerin) | AUS  | DNF        |

#### 100 m Hürden
| Platz | Athletin          | Land | Zeit (s) |
| ----- | ----------------- | ---- | -------- |
| 1     | Danielle Williams | JAM  | 12,54    |
| 2     | Alaysha Johnson   | USA  | 12,58    |
| 3     | Kendra Harrison   | USA  | 12,59    |
| 4     | Tia Jones         | USA  | 12,62    |
| 5     | Megan Tapper      | JAM  | 12,64    |
| 6     | Ditaji Kambundji  | SUI  | 12,73    |
| 7     | Nia Ali           | USA  | 12,75    |
| 8     | Devynne Charlton  | BAH  | 12,75    |
| 9     | Pia Skrzyszowska  | POL  | 13,10    |

Wind: −0,2 m/s

#### 3000 m Hindernis
| Platz | Athletin                    | Land | Zeit (min) |
| ----- | --------------------------- | ---- | ---------- |
| 1     | Winfred Mutile Yavi         | BHR  | 9:03,19    |
| 2     | Beatrice Chepkoech          | KEN  | 9:03,70    |
| 3     | Faith Cherotich             | KEN  | 9:07,59    |
| 4     | Luiza Gega                  | ALB  | 9:09,64 NR |
| 5     | Marwa Bouzayani             | TUN  | 9:11,98    |
| 6     | Zerfe Wondemagegn           | ETH  | 9:13,73    |
| 7     | Lomi Muleta                 | ETH  | 9:14,66 SB |
| 8     | Olivia Gürth                | GER  | 9:21,82    |
| 9     | Alicja Konieczek            | POL  | 9:21,89 PB |
| 10    | Peruth Chemutai             | UGA  | 9:23,79    |
| 11    | Courtney Wayment            | USA  | 9:24,77    |
| 12    | Jackline Chepkoech          | KEN  | 9:27,29    |
| 13    | Tuğba Güvenç                | TUR  | 9:33,23    |
|       | Fancy Cherono (Pacemakerin) | KEN  | DNF        |

#### Stabhochsprung
| Platz       | Athletin         | Land | Höhe (m)      |
| ----------- | ---------------- | ---- | ------------- |
| 1           | Nina Kennedy     | AUS  | 4,91 WL MR NR |
| 2           | Katie Moon       | USA  | 4,81          |
| 3           | Sandi Morris     | USA  | 4,76 SB       |
| 4           | Angelica Moser   | SUI  | 4,66 SB       |
| 5           | Molly Caudery    | GBR  | 4,66 PB       |
| 6           | Elisa Molinarolo | ITA  | 4,51          |
| 7           | Tina Šutej       | SUI  | 4,51          |
| 7           | Amálie Švábíková | CZE  | 4,51          |
|             | Margot Chevrier  | FRA  | NMH           |
| Wilma Murto | FIN              | NMH  |               |

#### Dreisprung
| Platz | Athletin                | Land | Weite (m) |
| ----- | ----------------------- | ---- | --------- |
| 1     | Yulimar Rojas           | VEN  | 15,15     |
| 2     | Shanieka Ricketts       | JAM  | 14,78     |
| 3     | Liadagmis Povea         | CUB  | 14,73     |
| 4     | Leyanis Pérez           | CUB  | 14,62     |
| 5     | Thea LaFond             | DMA  | 14,42     |
| 6     | Maryna Bech-Romantschuk | UKR  | 14,37     |
| 7     | Dariya Derkach          | ITA  | 14,18     |
| 8     | Ottavia Cestonaro       | ITA  | 14,11     |
| 9     | Kimberly Williams       | JAM  | 13,75     |
| 10    | Keturah Orji            | USA  | 13,55     |